# XMODEM
XMODEM은 워드 크리스텐슨(Ward Christensen)이 1977년 자신의 MODEM.ASM 단말 에뮬레이터에 사용할 목적으로 빠른 해킹으로 개발된 단순 파일 전송 프로토콜이다. 사용자들은 양측이 MODEM을 사용하는 경우 컴퓨터 간 파일을 전송할 수 있게 허용하였다. 케이스 피터슨(Keith Petersen)은 "조용한 모드"(quiet mode)를 무조건 활성화시키는 사소한 업데이트를 진행하였는데 그 결과 XMODEM이 탄생하게 되었다.
XMODEM은 초기 전자 게시판(BBS) 시장에서 큰 인기를 끌었는데, 이는 대체적으로 구현이 매우 단순하였기 때문이었다. 한편으로는 상당히 비효율적이어서 모뎀 속도가 증가될 때 이러한 문제로 인해 성능을 개선하거나 프로토콜의 다른 문제를 해결하기 위해 수많은 XMODEM 수정판이 개발되었다. 크리스텐슨은 자신의 오리지널 XMODEM이 "컴퓨터 역사상 가장 많이 수정된 하나의 프로그램"이 될 것이라 생각하였다. Chuck Forsberg는 자신의 YMODEM 프로토콜에 수많은 수정사항을 집약했지만 구현을 잘 하지 못하여 나중에 나올 자신의 Z모뎀 프로토콜에 재병합되기 전까지는 추가적인 균열이 발생되었다.
대부분의 파일 전송 프로토콜과 같이 XMODEM은 원래의 데이터를 일련의 패킷으로 쪼개어 수신자에게 보내며 여기에 추가 정보를 담고 있어서 수신자가 어느 패킷을 올바르게 받았는지를 결정할 수 있게 한다.

## 패킷 구조
오리지널 XMODEM은 128바이트 데이터 패킷을 사용하였으며, 이는 CP/M 플로피 디스크에 사용된 기본 블록 크기와 동일하다.

## XMODEM-CRC
오리지널 프로토콜에 사용된 체크섬은 극히 단순했으며 패킷 내 오류는 눈치채지 못할 수 있었다. 이로 인해 John Byrns는 XMODEM-CRC를 도입하게 되었고, 이는 8비트 체크섬 대신 16비트 CRC를 사용한다.
CRC는 패킷 내 데이터뿐 아니라 위치까지 인코딩하므로 체크섬이 놓칠 수 있는 비트 치환 오류를 감지할 수 있다.

## 더 높은 스루풋
송신자가 <ACK> 또는 <NAK> 메시지를 수신자로부터 받아야할 것을 XMODEM 프로토콜이 요구하기 때문에 매우 속도가 느린 경향이 있다.
이러한 문제를 해결하기 위해 수많은 새로운 버전의 XMODEM이 도입되었다.

### WXModem
WXmodem("Windowed Xmodem"의 준말)은 피터 보스웰(Peter Boswell)이 개발한 높은 레이턴시 데이터 링크에 최적화된 Xmodem 파일 전송 프로토콜의 한 종류이다. 최대 512 바이트의 블록 크기를 지원한다. Xmodem은 정지 및 대기 프로토콜을 사용하는 반면 WXmodem은 슬라이딩 윈도 프로토콜을 사용한다.